# Пшедковиці
Пшедковиці (пол. Przedkowice) — село в Польщі, у гміні Жміґруд Тшебницького повіту Нижньосілезького воєводства.
Населення — 99 осіб (2011).
У 1975—1998 роках село належало до Вроцлавського воєводства.

## Демографія
Демографічна структура станом на 31 березня 2011 року:
|          | Загалом | Допрацездатний вік | Працездатний вік | Постпрацездатний вік |
| -------- | ------- | ------------------ | ---------------- | -------------------- |
| Чоловіки | 53      | 15                 | 33               | 5                    |
| Жінки    | 46      | 5                  | 27               | 14                   |
| Разом    | 99      | 20                 | 60               | 19                   |